# Litsea mollis
Litsea mollis Hemsl. – gatunek rośliny z rodziny wawrzynowatych (Lauraceae Juss.). Występuje naturalnie w Wietnamie oraz południowych Chinach (w prowincjach Guangdong, Kuejczou, Hubei, Hunan, Syczuan i Junnan oraz w regionach autonomicznych Kuangsi i zachodniej części Tybetu). Rośnie także w północnej Tajlandii, jednak prawdopodobnie został tam naturalizowany. 

## Morfologia
PokrójZrzucający liście krzew lub małe drzewo. Dorasta do 4 m wysokości. Młode gałązki są owłosione.
LiścieNaprzemianległe lub zebrane na końcach gałęzi. Mają kształt od eliptycznego do podłużnego. Mierzą 4–12 cm długości oraz 2–4,8 cm szerokości. Są białawo owłosione od spodu. Ma 6–9 par drugorzędnych nerwów. Nasada liścia jest klinowa. Blaszka liściowa jest o ostrym wierzchołku. Ogonek liściowy jest biało owłosiony i dorasta do 10–15 mm długości.
KwiatySą niepozorne, jednopłciowe, zebrane po 4–6 w baldachy, rozwijają się w kątach pędów. Okwiat jest zbudowany z 6 listków o odwrotnie jajowatym kształcie i żółtej barwie. Kwiaty męskie mają 9 płodnych pręcików, ich nitki są owłosione, z trzema spiralami każdy oraz dwoma tarczowo sercowatymi i żółtymi gruczołami u nasady. Szczątkowy słupek jest nieobecny.
OwoceMają kulisty kształt, osiągają 5 mm średnicy, dojrzałe mają czarnoniebieskawą barwę. Osadzone są na lekko owłosionych szypułkach o długości 5–6 mm.

## Biologia i ekologia
Roślina dwupienna. Rośnie w lasach mieszanych oraz zaroślach. Występuje na wysokości od 600 do 2800 m n.p.m. Kwitnie od marca do kwietnia, natomiast owoce dojrzewają od września do października. Jest gatunkiem pionierskim, zwłaszcza w regionach górskich w strefie tropikalnej. 

## Zastosowanie
Z owoców tego gatunku ekstrahuje się olej. Korzenie mają zastosowanie w medycynie ludowej. Liście i owoce są aromatyczne – zgniecione wydzielają zapach podobny do palczatki cytrynowej (Cymbopogon citratus). Badania wykazały, że olejek z gałązek Litsea mollis zawiera w sumie 39 związków. Ekstrakt ten wyodrębniono drogą destylacji. Wśród związków oleistych największy udział miały utlenione monoterpeny (39,06%) oraz węglowodory seskwiterpenowe (36,62%).